# 시모쓰이정
시모쓰이정(下津井町)은 일본 오카야마현 고지마군에 설치되었던 정이다. 현재의 구라시키시의 일부에 해당한다.